# Принс, Шейн
Шейн Принс (англ. Shane Prince; род. 16 ноября 1992, Рочестер, Нью-Йорк) — американский и белорусский хоккеист, нападающий сборной Беларуси.

## Биография
Родился 16 ноября 1992 года в Рочестере. В семье Принса любят спорт. С малых лет отец прививал сыну любовь к хоккею. Папа на протяжении шести лет возил Принса на тренировки в юношескую команду «Сиракьюз». Папа всячески старался помочь сыну построить хоккейную карьеру, жертвовал своим временем. В детстве Шейн также увлекался баскетболом. У Шейна также есть младшая сестра — Оливия, которая долго занималась гимнастикой. Со своей сестрой они проводили немало времени вместе: Шейн брал её на вечеринки со своими друзьями.

## Клубная карьера
С 2007 по 2008 года выступал за клуб «Maksymum Jr. Hockey», выступающий в ИЮХЛ. Позже перешёл в клуб «Syracuse Stars», который выступал в ВЮХЛ. В 2008 году Шейну удалось попал в хоккейную лигу Онтарио. Тогда он выступал за «Китченер Рейнджерс». За клуб из Китченера он выступал до 2010 года, после чего перешёл в «Оттаву 67-ю». За клуб из Оттавы Принс играл до 2012 года, после чего перешёл в Американскую хоккейную лигу в команду «Бингемтон Сенаторз». В этом клубе он играл до 2015 года, после чего на один сезон перешёл в команду «Оттава Сенаторз» которая выступает в Национальной хоккейной лиге. После чего, в 2016 году, перешёл в «Нью-Йорк Айлендерс».
За команду из Нью-Йорка Принс выступал до 2018 года, после чего поехал играть в Европу за «Давос», которые выступают в Швейцарской национальной лиге. Отыграв за «Давос» 16 матчей он перешёл в Континентальную хоккейную лигу играть за «Сибирь». В 2019 году перешёл в минское «Динамо», где являлся одним из лучших бомбардиром команды. После двух сезонов в «Динамо», Принс ушёл в качестве свободного агента и подписал 4 мая 2021 года двухлетний контракт с «Автомобилистом». В сезоне 2021/22 Принс забросил семь шайб и набрал 17 очков в 33 матчах регулярного сезона. 1 марта 2022 года Принс покинул КХЛ и перешёл на оставшуюся часть сезона в швейцарский клуб «Лугано», где провёл семь матчей и набрал шесть (2+4) очков.
11 июля 2022 года заключил контракт на один год с московским «Спартаком». 25 ноября 2022 года сделал свой свой первый хет-трик в КХЛ, он забросил три шайбы в матче против «Барыса» (4:1). В сезоне 2022/23 провёл за «Спартак» 50 матчей, в которых набрал 35 (17+18) очков. 17 марта 2023 года продлил контракт с клубом на один год. 13 декабря 2023 года заключил новый контракт со «Спартаком» до 30 апреля 2025 года. В середине сезона КХЛ 2024/25, 3 декабря 2024 года, был обменян в «Адмирал» на денежную компенсацию. За команду из Владивостока он провёл 33 матча, в которых набрал 10 (6+4) очков. С учётом матчей плей-офф, в сезоне 2024/25 Принс суммарно провёл 46 матчей, в которых набрал 17 (9+8) бомбардирских баллов. 1 июня 2025 года покинул «Адмирал».

## Карьера в сборной
7 декабря 2020 года Шейн объявил о принятии белорусского гражданства. В 2021 году сыграл на чемпионате мира 2021, набрав два (1+1) очка в четырёх матчах, а также сыграл три матча и набрал два (1+1) очка на отборочном этапе к Олимпийским играм в Пекине.

## Достижения
- Участник Матча звёзд Канадской хоккейной лиги: 2011
- Участник Матча звёзд Американской хоккейной лиги: 2015
- Включение во вторую сборную звёзд сезона: 2015
- Обладатель Кубка Беларуси: 2021
- Обладатель Кубка Первого канала: 2022

## Статистика
| Легенда | Легенда                    | Легенда | Легенда                   | Легенда | Легенда    |
| ------- | -------------------------- | ------- | ------------------------- | ------- | ---------- |
| И       | Количество проведённых игр | Штр     | Штрафное время            | +/−     | Плюс-минус |
| Г       | Голы                       | П       | Голевые передачи          | О       | Очки       |
| -       | Статистика неизвестна      | —       | Статистика не учитывалась |         |            |